# Karl Maier (Richter)
Karl Maier (* 7. Juni 1911 in Nagold; † 3. Dezember 2000) war ein deutscher Jurist und Richter am Staatsgerichtshof für das Land Baden-Württemberg.

## Leben
Maier studierte von 1929 bis 1933 Rechtswissenschaften in Tübingen, wo er Mitglied der Studentenverbindung AG Rothenburg wurde, und Berlin.
Maier war von 1963 bis 1975 Präsident des Landgerichts Heilbronn. Am 16. Juli 1964 wurde er mit 88 von 91 Stimmen vom Landtag von Baden-Württemberg zum Richter am Staatsgerichtshof für das Land Baden-Württemberg gewählt. Er wurde am 18. Juni 1973 mit 94 von 95 Stimmen vom Landtag in diesem Amt bestätigt. Er amtierte bis 1982.

## Auszeichnungen
- 1976: Großes Bundesverdienstkreuz[7]